# Fonseca (famiglia)

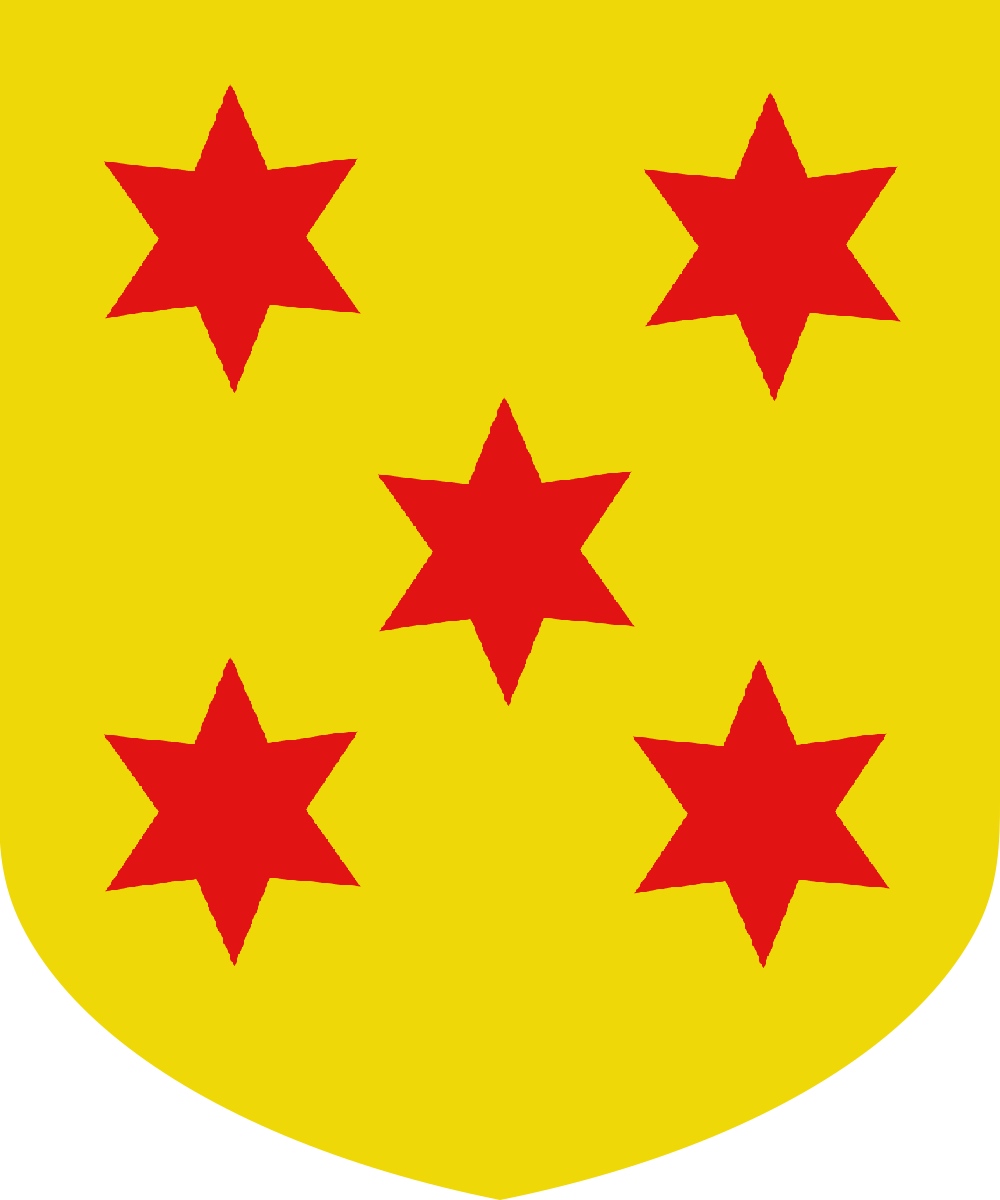
Stemma Fonseca

I Fonseca (talvolta anche Fonsecca) furono una famiglia aristocratica patrizia veneziana, annoverata fra le cosiddette Case fatte per soldo.

## Storia
Come testimonia il loro cognome tipicamente iberico, i Fonseca traevano le proprie origini dal regno di Spagna. Trasferitisi a Venezia, vi praticarono con grandi profitti il commercio dello zucchero e della lana.
Alcune fonti adombrano l'ipotesi che questo casato fosse di antica stirpe israelitica, forse discendente da una di quelle tante famiglie ebree costrette a lasciare la Spagna nel 1492, su ordine dei monarchi Ferdinando II d'Aragona e Isabella I di Castiglia. Questa voce doveva già essere piuttosto diffusa nella Venezia del secolo XVII se, in occasione della richiesta d'aggregazione al corpo patrizio veneziano inoltrata alle autorità venete da parte di questa famiglia, essa causò loro «qualche difficoltà incontrata a causa del sinistro concetto della falsa credenza». Vere o false che fossero queste ipotesi, Agostino e Antonio di Giovanni Fonseca, i due fratelli che fecero richiesta d'ingresso al Maggior Consiglio, pare «dimorassero fuori di ghetto, et in apparenza vivessero da Cristiani».
L'aggregazione al patriziato avvenne, quindi, nel 1664, a seguito del versamento dei centomila ducati previsti dalla legge all'erario della Repubblica, allora impegnata nella guerra di Candia contro i Turchi. Le votazioni di ratifica si svolsero il 24 gennaio di quell'anno e si conclusero favorevolmente tanto in Senato (152 sì, 62 no, 8 astenuti) quanto in Maggior Consiglio (585 sì, 365 no, 33 astenuti).
La famiglia si estinse nel 1713 con la morte di Giovanni Antonio di Antonio di Giovanni Fonseca. Eredi furono le figlie di Agostino, fratello di Antonio, andate in sposa l'una ad Alessandro di Antonio Basadonna nel 1673, l'altra ad Anibale di Giuseppe Zolio nel 1697. Essendo queste due donne premorte al cugino Giovanni Antonio, l'eredità passò di fatto alle famiglie dei loro rispettivi mariti.

## Luoghi e architetture
- Villa Fonseca Cerutti Bortoluzzi, a Noventa di Piave.